# Angie Baby
«Angie Baby» es una canción interpretada por la cantante australiana Helen Reddy. Fue publicada el 14 de octubre de 1974 como el sencillo principal de su álbum Free and Easy.

## Escritura y temática
«Angie Baby» fue compuesta por Alan O'Day. O'Day declaró que «Angie Baby» se inspiró en parte en «Lady Madonna» de The Beatles, y que quería escribir sobre una joven “típica” que “hace malabarismos” con las exigencias de la vida cotidiana. En una entrevista con Kentucky Kotal de Forgotten Hits, O'Day revelaría que su “instinto” le dijo que el personaje que estaba creando era aburrido: “Esta observación frustrante me llevó a explorar algunos escenarios de ‘¿qué pasaría si…?’. ¿Qué pasaría si la mujer de mi canción fuera anormal de alguna manera?”. En una entrevista diferente con Billboard, agregó: “Comencé a agregar capas de rareza a su personaje. Cuanto más rara se volvía, más interesante se volvía la canción”.
Líricamente, la canción cuenta la historia de Angie, una joven que “vive [su] vida en las canciones” que escucha en la “radio de rock and roll”, y sus trastornos mentales la llevan a ser expulsada de la escuela y no tener amigos. Luego pasa la mayor parte de su tiempo escuchando la radio, imaginando amantes entrando a su habitación y luego desapareciendo cuando su padre llama a la puerta. Un día, un vecino llega a la casa de Angie con la intención de hacerle daño, pero una vez que entra en la habitación de Angie, se desorienta por la música alta. La canción luego se vuelve surrealista cuando, mientras Angie baja el volumen de la radio, el hombre comienza a encogerse y es atraído hacia la radio. El verso final describe la desaparición del hombre y la especulación de los habitantes del pueblo de que estaba muerto, pero nadie le pide una explicación a Angie; la letra implica que el hombre se ha convertido en su “amante secreto”.

## Interpretación de la letra
La letra críptica de la canción ha inspirado varias teorías de los oyentes sobre el tema real de la canción; la idea de Reddy era que el hombre se convirtió en una onda sonora. Décadas después, O'Day escribió: “Resulta que Angie tenía más poder del que él o el oyente esperaban; literalmente lo encogió dentro de su radio, donde permaneció como su esclavo cada vez que ella deseaba que saliera”. Cuando «Angie Baby» fue un éxito en Australia, O'Day recibió una llamada telefónica inesperada a las 3 a. m. de un DJ de radio de allí, que le dijo que había descubierto el enigma de lo que Angie Baby le hizo al chico. “Somnoliento, pregunté: ‘Está bien, ¿qué?’. Él respondió: ‘¡Ella lo convirtió en un disc jockey!’. En realidad, ¡ojalá se me hubiera ocurrido a mí!”, señaló O'Day.

## Video musical
Aunque nunca se realizó un videoclip oficial, John D. Wilson de Fine Arts Films hizo un cortometraje animado que acompañaba la canción cuando apareció en The Sonny & Cher Show a mediados de la década de 1970. El videoclip no presentaba a Reddy, pero era una interpretación literal de la letra de la canción.

## Rendimiento comercial
En Estados Unidos, «Angie Baby» debutó en el número 32 en la lista Easy Listening durante la semana que terminó el 2 de noviembre de 1974, donde se desempeñó como el debut más alto de la edición. Después de escalar de manera constante la lista durante seis semanas consecutivas, encabezó la lista el 7 de diciembre de 1974, donde desplazó la canción de Neil Sedaka, «Laughter in the Rain», del puesto más alto.
«Angie Baby» salió de la lista Easy Listening el 25 de enero de 1975 en la posición número 19; en total, pasó trece semanas consecutivas entre los rankings de la lista. En la lista de sencillos de todos los géneros, «Angie Baby» también alcanzó el número 1 el 28 de diciembre.
En Canadá, debutó en el puesto número 49 de la lista RPM Pop Music Playlist durante la semana que terminó el 9 de noviembre de 1974, donde se desempeñó como el cuarto debut más alto de la edición. En su séptima semana en la lista, «Angie Baby» alcanzó la primera posición que anteriormente ocupaba «Fire, Baby I'm on Fire» de Andy Kim. «Angie Baby» salió de la lista Pop Music Playlist el 1 de febrero de 1975 en la posición número 31; en total, pasó doce semanas consecutivas entre los rankings de la lista. En la lista de sencillos de todos los géneros, «Angie Baby» alcanzó el puesto número 3 el 25 de enero de 1975.

## Revisión retrospectiva
En una reseña posicionando cada canción #1 de los años 1970 de peor a mejor, el crítico de Cleveland.com, Troy L. Smith, posicionó la canción en el puesto #145. Smith elogió “la naturaleza misteriosa de la canción”. Alison Cuddy, escritora de Sing Out!, consideró la canción “una especie de fantasía feminista, una historia de una mujer que se venga y se empodera a través de la entropía”. O'Day afirmaría más tarde que tenía la intención de crear “la canción definitiva de liberación femenina”.
En una reseña retrospectiva de su columna The Number Ones, el escritor de Stereogum, Tom Breihan, indico que «Angie Baby» “no es exactamente una gran canción, pero su silenciosa y furiosa extrañeza es un lugar divertido para perderse”.

## Lista de canciones
1974 US 7-inch single
1. «Angie Baby» – 3:29
2. «I Think I'll Write a Song» – 2:22

## Posicionamiento

### Gráfica semanal
| Gráfica (1974–75)                         | Pico de posición |
| ----------------------------------------- | ---------------- |
| Australia (Kent Music Report)             | 13               |
| Canadá (RPM Top Singles)                  | 3                |
| Canadá (RPM Pop Music Playlist)           | 1                |
| Estados Unidos (Billboard Hot 100)        | 1                |
| Estados Unidos (Billboard Easy Listening) | 1                |
| Estados Unidos (Cash Box Top 100 Singles) | 1                |

### Gráfica de fin de año
| Gráfica (1974)           | Pico de posición |
| ------------------------ | ---------------- |
| Canadá (RPM Top Singles) | 128              |

| Gráfica (1975)                            | Pico de posición |
| ----------------------------------------- | ---------------- |
| Australia (Kent Music Report)             | 67               |
| Canadá (RPM Top Singles)                  | 52               |
| Estados Unidos (Billboard Hot 100)        | 27               |
| Estados Unidos (Billboard Easy Listening) | 9                |

## Certificaciones y ventas
| País                  | Certificación | Ventas   |
| --------------------- | ------------- | -------- |
| Estados Unidos (RIAA) | Oro           | 500 000* |